# Augusto J. Olivé
Augusto J. Olivé (Rosario, provincia de Santa Fe, 1885 - Madrid, España, 8 de agosto de 1912) fue un pintor argentino.
Sus notables cualidades en la pintura llevaron a que, en 1909, la legislatura de la provincia de Santa Fe le otorgara una beca de $60 "para proseguir sus estudios en Europa".
Se radicó en España donde algunas de sus obras fueron premiadas en la Exposición de Madrid con «Mención Honorífica» y «La Cruz de Isabel la Católica».
En España falleció apenas dos años y medio después de su llegada.
Sus restos fueron repatriados a su ciudad natal y ubicados en el Cementerio El Salvador donde, en 1939, Erminio Blotta le hizo una placa homenaje en mármol y bronce.